# Rhytidodus insignis
Rhytidodus insignis är en insektsart som beskrevs av Korolevskaya 1964. Rhytidodus insignis ingår i släktet Rhytidodus och familjen dvärgstritar. Inga underarter finns listade i Catalogue of Life.